# Walter Pater
Walter Horatio Pater (Stepney, Londres, Inglaterra, 4 de agosto de 1839 - Oxford, 30 de julio de 1894) fue un ensayista inglés, crítico literario, e historiador de arte. En lo profesional fundamentalmente se destacó como profesor en la Universidad de Oxford, y por sus escritos teóricos (los que indudablemente contribuyeron a definir y establecer el esteticismo).
Hijo de un médico que murió cuando Walter era aún un niño, se trasladó luego a Enfield con su familia. Fue alumno y profesor universitario en Oxford, y realizó esporádicos viajes por Francia y Alemania, y mucho más asiduamente por Italia. Alternó la escritura en periódicos y revistas con los cursos que intermitentemente impartió en Oxford.
Consagrado muy especialmente a la estética, de personalidad inquieta y nostálgica, fue discípulo de John Ruskin, aunque rechazaba la interpretación moralizante del arte que realizaba este último; también fue maestro de Oscar Wilde.
Escribió la novela filosófica, Mario el epicúreo (1885), que impresionó a toda su generación y fue considerada una especie de "Biblia del Esteticismo". En ella plasmó sus ideales estéticos y religiosos a un mismo tiempo. Su héroe, el joven Mario, vive en la época de los Antoninos. Al principio, el cálido culto de los dioses domésticos y de los espíritus campestres colman todas sus aspiraciones, pero la muerte de su madre y de su más querido amigo, el poeta Flavio, lo sumen en la incertidumbre sobre los problemas fundamentales de la vida, que cree resueltos en la filosofía epicúrea. Más tarde, su decisivo encuentro con Marco Aurelio le inclina hacia las doctrinas estoicas. Finalmente es seducido por el espíritu rebelde y la serena actitud fraterna y esperanzada de los fieles que se reúnen en las catacumbas romanas o mueren en el circo. William Butler Yeats llegó a afirmar que el citado fue el único y verdadero libro sagrado para su generación.
Walter Pater destacó, además, en el género del ensayo. Lo ejercitó sobre todo como crítico e historiador de arte. En relación con el Renacimiento escribió importantes ensayos. Exceptuando Apreciaciones (1889) y Platón y el Platonismo (1893), son justamente famosos y conocidos sus Estudios en la Historia del Renacimiento, escrito que se editó en 1873 y que alcanzó cuatro ediciones más, aunque el texto definitivo sólo encontró su forma en 1893 con un capítulo extra, «La escuela de Giorgione», y con la recuperación de un párrafo que causó el escándalo del obispo de Oxford, porque «invitaba a compensar la brevedad de la vida con la intensidad de alguna exquisita pasión o alguna extraña sensación»:
La pasión poética, el anhelo de belleza y el amor del arte por el arte, poseen en grado sumo esta sabiduría (para la vida). Pues el arte llega a nosotros con el fin único de aportar a nuestra breve existencia una cualidad sublime, simplemente por amor a ese momento fugaz.
(fragmento de "La escuela de Giogione")
Además del «Prefacio» o «Prólogo», Pater incluyó en El Renacimiento. Estudios de arte y poesía los ensayos «Dos tempranas historias francesas», «Pico della Mirandola», «Sandro Botticelli», «Luca della Robbia», «La poesía de Miguel Ángel», «Leonardo da Vinci», «La escuela de Giorgione», «Joachim de Bellay», y un muy interesante ensayo sobre «Winckelmann», además de una conclusión. Las ediciones inglesas modernas también incluyen como apéndice un breve texto de 1864 titulado «Diaphaneité».
Inspirándose en Gotthold Ephraim Lessing y en Georg Wilhelm Friedrich Hegel, el intelectual que aquí nos ocupa proponía una flexibilización de los cánones artísticos más clásicos creando uno nuevo: Aquél que atendía en la obra literaria y artística a su cualidad sensible, a la producción de sentimientos y placer estético, a partir de la forma.
La forma unificaba todo el arte, y, como llegó a decir, «todas las artes tienden a la condición de la música, que sólo es forma», y lo que proporciona placer estético, se reduce fundamentalmente a forma. Por eso el arte es autónomo e independiente de todo principio moral, al contrario de lo que afirmaba Ruskin.
Ante la primacía del hedonismo, el artista se crea sus propios valores que no tienen por qué coincidir con lo que la moral victoriana de la época pregonaba.
Escritor de refinado y poético estilo, Walter Pater gozó de una enorme influencia en muchos escritores de su época. En él el helenismo dejó intensos ecos en su concepción estética y en su anhelo de pasión y de luminosidad. Ese amor a lo clásico antiguo orientó toda su crítica y su estética.
Su influencia se dejó sentir en muchos escritores británicos, como James Joyce o Virginia Woolf. El primero construye sus «epifanías» (instantes concretos en los que la totalidad de la existencia de un personaje queda revelada, tal y como ideó para su Dublineses), como una variante de las «impresiones» que Walter Pater describe en la famosa «Conclusión» de su libro «El Renacimiento». La segunda enuncia una actitud parecida ante la totalidad del presente en la novela «Al Faro», con sus célebres palabras finales: «Ya está, he tenido mi visión».
Walter Horatio Pater ejerció sin duda una notable influencia en la narrativa y la sensibilidad modernas.

## Biografía

### Educación
Nacido el 4 de agosto de 1839, en Stepney (en el East End de Londres), Pater resultó ser el hijo menor del médico Richard Glode Pater, llegado a Londres a comienzos del siglo XIX. Y cuando contaba solamente con tres años de edad (1842), su padre murió. La familia entonces partió a Hackney, y luego en 1847 se instaló en Enfield (Middlesex), donde Pater asistió al establecimiento Enfield Grammar School, y donde recibió el sobrenombre de « Parson Pater » por su seriedad. En 1853, su familia se instaló en Harbledown, cerca de Cantorbery, donde se inscribió en el establecimiento King's School. En 1854, o sea sólo un año después, falleció Maria Pater, su madre.
En el King's School, Pater leyó los primeros volúmenes de Modern Painters de John Ruskin, y así descubrió el mundo del arte. Entre 1857 et 1858, le invadió la primera fase de la duda religiosa, paralelamente a su inicial creación poética.
Habiendo obtenido una beca, se inscribió en 1858 en el Queen's College (Oxford), después de haber obtenido un premio en latín y en historia religiosa en Canterbury.
Durante sus estudios universitarios y más allá de recomendaciones y ayudas, Pater se fue dotando de una vasta cultura leyendo obras de Gustave Flaubert, Gautier de Costes de La Calprenède, Henry Swinburne, William Makepeace Thackeray, George Berkeley, David Hume, Thomas Carlyle, John Stuart Mill, Thomas de Quincey, John Keats, Walter Scott. Fue en esa época, que el nombrado tradujo regularmente obras de Gustave Flaubert y de Charles Augustin Sainte-Beuve.
Probablemente fue en Alemania, donde Pater pasaba sus vacaciones y donde su tía y sus hermanas se habían instalado, que el citado aprendió el alemán. Y en consecuencia, a partir de entonces también comenzó a leer obras de Johann von Goethe, de Georg Wilhelm Hegel, y de otros connotados filósofos alemanes.
En esa época, le dio clases particulares el impresionista Benjamin Jowett, futuro Master of Balliol College, helenista y traductor de Platón. De todas maneras, en 1862 Pater no logró la más alta distinción en su BA de literae humaniores. Desde su infancia, ciertamente mantenía interés en ser pastor anglicano, pero al igual que muchos de sus condicípulos de entonces, perdió definitivamente la fe en Oxford. Denunciado por un amigo, frente al obispo de Londres, se vio obligado a renunciar, orientándose entonces hacia una formación universitaria.
A la muerte de su tía en 1862, se encargó de sus dos hermanas y las trajo con él a Inglaterra. La menor de ellas, Clara (1841-1910), se dedicará luego a la educación de mujeres, dando cursos de idioma alemán, griego, y latín, a partir de 1879, y después de haber seguido ella misma cursos de latín a cargo de Henry Nettleship. Posteriormente, la nombrada será tutor de griego y latín en el Somerville College (Oxford) a partir de 1885, antes de enseñar también en Londres entre 1898 y 1900.
En cuanto a Pater y después de obtener su diploma en 1863, decidió quedarse en Oxford, donde dio cursos particulares, antes de obtener un cargo de fellow en griego y latín en el Brasenose College (1864), lo que logró gracias a sus buenos conocimientos de idiomas y de filosofía alemana. A partir de allí desarrollará el grueso de su carrera profesional en Oxford, y en 1869 se instaló definitivamente con Clara y Hester en el 2, Bradmore Road.

### Sus primeras publicaciones
Después de una estadía en París en 1864 con sus hermanas, en 1865 Pater visitó Italia (Florencia, Pisa, y Rávena), en compañía de Charles Lancelot Shadwell (de la Universidad de Oxford). Y entonces comenzó a publicar artículos sobre arte y sobre literatura en distintas revistas de la época.
La primera de esas publicaciones, « Coleridge's Writings » se difundió en 1866 a través de la Westminster Review que dirigía John Chapman; Pater analizó allí los escritos teológicos de Samuel Taylor Coleridge, y abiertamente condenó el absolutismo teológico y filosófico.
Un año después, en 1867, publicó un ensayo sobre Johann Joachim Winckelmann, en oportunidad de la aparición de una biografía sobre este historiador del arte alemán. Allí, Pater excede largamente el marco de un informe resumido sobre la obra citada, para también meditar sobre Grecia y sobre el nacimiento de la cultura y del arte en el marco europeo, además de señalar como muy positivo el homoerotismo de Winckelmann, el cual sin duda es una componente de la cultura europea desde la Antigüedad.
En 1868 publicó « The Poems of William Morris », ensayo sobre las poesías de William Morris, donde desgrana elogios sobre la sensualidad, y evoca el 'Renacimiento'.
Pater se interesó entonces en la Fortnightly Review de John Morley, donde los artículos eran firmados, y donde publicaban John Addington Symonds, Algernon Charles Swinburne, George Meredith, William Morris. Allí, Pater publicó sus ensayos sobre Leonardo da Vinci (1869), Sandro Botticelli (1870), Michelangelo Buonarroti —Miguel Ángel— (1871), y Pico della Mirandola (1872). Con la excepción de « Coleridge's Writings », estos ensayos serán republicados en su primera gran obra : Studies in the History of the Renaissance (1873). Pater allí agregó un ensayo sobre la poesía cortesana medieval y sobre Joachim du Bellay, además de incluir un « Prefacio » y una « Conclusión ». Es a partir de esta época que Pater adoptó un método de composición basado en retomar fragmentos de sus propios textos, para entonces reescribirlos y combinarlos para así elaborar nuevos escritos, y así crear lo que podría llamarse "ecos" de pensamientos o "ecos" de reflexiones. Corresponde señalar que a excepción de Marius y de otros dos capítulos de La Renaissance, todos los escritos recién señalados se difundieron también a través de la prensa cotidiana y de ciertas revistas mensuales o semanales.

### El Renacimiento
En el escrito sobre el Renacimiento, Pater más o menos se apoyó en los conocimientos que circulaban en su época, pero orientando su pluma a transformar el período histórico que se extendía entre los siglos XII y XVIII, y particularmente en lo concerniente a Francia y Alemania, y en ese texto analizando también los movimientos de renovación que regularmente vivificaban a comunidades y civilizaciones. El Renacimiento se volvió entonces algo importante, una experiencia físico-intelectual individual y colectiva.
El ensayo de Pater sobre « Leonardo da Vinci» contenía el célebre retrato de Mona Lisa, y el correspondiente a « Sandro Botticelli» fue el primero en su género en ser consagrado enteramente a ese pintor italiano (sin duda ese último escrito contribuyó a ubicar estas pinturas en un sitial de honor, en lo que respectaba a opiniones de entonces críticos de arte, historiadores, y entendidos).
La obra Studies in The History of The Renaissance (1873) se retituló The Renaissance: Studies in Art and Poetry a partir de la segunda edición en 1877. Este escrito con posterioridad fue reeditado en 1888 y 1893, con modificaciones bastante sustanciales. En efecto, en la tercera edición de 1888, Pater agregó un ensayo suyo titulado « The School of Giorgione » antes publicado en 1877 en la Fortnightly Review. Ese ensayo es el que contiene la célebre máxima : « All art constantly aspires towards the condition of music » (Todo arte constantemente aspira evolucionar hacia la condición de la música).
En 1873, la sección « Conclusion » de la citada obra desató una polémica por su « materialismo » y su « hedonismo ». Pater allí predicaba una existencia consagrada a la búsqueda de la sensación, que sea la misma aportada por la naturaleza, los hombres, o el arte, lo que hace de esto último el mejor ejemplo de pasión. Walter Pater denunciaba así los hábitos y el conformismo intelectual, y reivindicaba el arte de la diferenciación permanente de las sensaciones. La sensación y el goce que la misma genera, bien pueden venir de la naturaleza, como Pater lo escribió en « Joachim du Bellay »: « Una luminosidad súbita transforma una cosa trivial, una veleta, un molino, un harnero, el polvo sobre el paso de la puerta, y esto tal vez dura sólo un instante, pero guardamos el deseo de que ese instante pueda repetirse por casualidad » (The Renaissance, p. 277). El goce puede venir de la « excitación intelectual » proporcionada por la filosofía, la ciencia, y las artes, tanto como por los hombres, pero hace falta « arder siempre de esta llama semejante a una gema, y mantener este éxtasis» (The Renaissance, p. 362).
The Renaissance y su autor fueron acusados de « hedonismo » y de « amoralidad » por los conservadores, como por ejemplo William Wolfe Capes, quien había sido tutor de Pater en el Queen's College, así como por el capellán de Brasenose, y el obispo de Oxford. Delante de esta junta de "notables", en 1874, Pater prefirió retirar su candidatura del "proctorship", incluso también por presiones de su mentor Benjamin Jowett, que estaba por añadidura en posesión de una correspondencia entre Pater y un joven estudiante de Balliol, William Money Hardinge, de diecinueve años de edad, conocido por su apología de la homosexualidad.
En 1876, William Hurrell Mallock parodió a Pater en una sátira de intelectuales de la época, The New Republic, representándolo como un esteticista afeminado. La novela The New Republic surgió en el momento de la nominación de´profesor de poesía de Oxford, y provocó, junto con la controversia generada sobre el Renacimiento, el retiro de la candidatura de Pater. Algunos meses más tarde, en diciembre de 1876, Walter Pater publicó en la Fortnightly la respuesta, « A Study of Dionysus » donde se ponía en escena a un joven dios extranjero perseguido por su religión. Sin embargo, en 1878 Pater decidió no publicar « Dionysus and other Studies », a pesar de que el ensayo había sido anunciado y estaba ya listo para impresión. Pater aparentemente decidió entonces "dar vuelta a la página", y dedicarse a la escritura y a la enseñanza.

### Mario el EpicúreoyRetratos imaginarios
Desde el fin de los años 1860, Pater fue centro de un círculo avanzado de Oxford que integraban Mary Ward, junto a T. H. Ward, Ingram Bywater, Mark y Emilia Pattison, “C. L. Shadwell”, Mandell Creighton (futuro obispo de Londres), y T. H. Warren, así como Oscar Browning, en la época en el Eton College. Pater fue el tutor de Gerard Manley Hopkins en 1866, con quien mantendrá una franca amistad hasta 1879, momento en el que Hopkins abandona Oxford – para comenzar a ser conocido en el mundo literario londinense, en el que están algunos prerrafaelistas. Walter Pater frecuentaba entonces al poeta Algernon Charles Swinburne y al pintor Simeon Solomon, quien hizo del primero un dibujo.
Pater tomó conciencia de su influencia, pero también de los efectos generados por Conclusion de la obra Renacimiento. Y entonces, se propuso clarificar y explicar el « hedonismo » que se le reprochaba a través de la ficción. Fue en esta encrucijada, que en 1878 publicó en el Macmillan's Magazine un texto semi-autobiogáfico titulado « Imaginary Portraits 1. The Child in the House » (« Retrato imaginario 1. El niño en la casa »). Este escrito, que exploraba las experiencias formativas de un niño, como son el descubrimiento de lo bello y de la muerte (antes del exilio), será el primero de una serie de « retratos imaginarios », término que Pater va a inventar y a imponer en el campo de la literatura. Los "retratos imaginarios" están desprovistos de diálogos, y se apoyan sobre una trama narrativa simple, para así mejor concentrarse en el estudio psicológico de personajes ficticios, y en diferentes contextos históricos (generalmente períodos críticos de la historia). Los héroes de esos relatos siempre son hombres jóvenes y bellos, y también infelices, de esta forma anunciando innovaciones en las artes y en la filosofía, o poniendo en escena la vuelta al paganismo (« dios en el exilio » en tierra cristiana).
Entre 1878 y 1885, Pater estuvo menos activo en cuanto a publicaciones. En efecto, 1880 solamente vio la difusión de algunos artículos suyos sobre el arte griego, ya que el autor que nos ocupa preparaba una obra romántica más bien larga, lo que lo impulsaba a hacer distintas y detalladas investigaciones. Y en este marco de acción, realizó una estadía en Roma en 1882, y abandonó su cargo en la enseñanza en 1883, aunque conservó su puesto en Oxford, para así tener la posibilidad de dedicarse a su novela filosófica Marius the Epicurean (1885), que es el retrato imaginario de un hombre joven que vive en la época de los Antonins o Antoninos. Pater hizo un ilustrativo paralelismo entre esa época y la suya, examinando « las sensaciones y las ideas » de un joven romano que persigue el ideal de una vida que pueda integrar sensación con reflexión. La obra citada Marius examina filosofías y religiones antiguas (heraclitismo, estoicismo, cristianismo) con sus contrapartidas modernas de la época victoriana. Marius, después de haber coqueteado con el joven poeta Flavien, se desempeña como secretario del emperador Marco-Aurelio, y encuentra a un joven cristiano Cornelius, a quien da la libertad antes de morir, y después de haber recibido la extremaunción rodeado de cristianos; es en este contexto novelesco que el autor desarrolla y expone sus ideas. Esta obra por cierto despertó un gran suceso crítico, y la segunda edición rápidamente apareció en 1885, y la tercera en 1892. Pater hizo varias revisiones estilísticas a esta obra, ya que se dio cuenta de la trascendencia que estaba teniendo, y lo que le aseguraba cierto reconocimiento como prosista.
En 1885, cuando John Ruskin dimisionó del púlpito Slade de Bellas Artes en Oxford, Pater pensó en postularse como candidato, pero llegado el momento renunció a ello frente a la persistente hostilidad de algunos de sus colegas. Y finalmente, asegurándose de conservar su puesto en Oxford, partió con sus dos hermanas Clara y Hester a Londres, y allí se instaló en el 12 Earl's Terrace Kensington (Londres), donde la familia permanecerá hasta 1893. En ese tiempo Pater frecuentó los círculos literarios avanzados: los poetas Arthur Symons, Lionel Johnson, Michael Field, Marc-André Raffalovitch, y también la romántica y crítica Violet Paget (Vernon Lee), además de Mary Robinson, Charlotte Symonds Green, Edmund Gosse, George Moore, William Sharp, y probablemente también Oscar Wilde, a quien conocía de Oxford porque allí estudiaba, pero que residía en Londres.
El fin de los años 1880 fue un período muy productivo para Pater, ya que logró publicar cuatro retratos imaginarios en el Macmillan's Magazine, – « A Prince of Court Painters » -1885- (sobre Antoine Watteau y Jean-Baptiste Pater), « Sebastian van Storck » -1886- (sobre la pintura, la sociedad neerlandesa del siglo XVII, y la filosofía de Baruch Spinoza), « Denys L'Auxerrois » -1886- (sobre el auge del paganismo en la Edad Media), y « Duke Carl of Rosenmold » -1887- (sobre los comienzos del renacimiento alemán en el siglo XVIII). Estos cuatro escritos también fueron publicados en forma conjunta en 1887 bajo el título Imaginary Portraits. Además, seis capítulos de su segunda novela « Gaston de Latour » comenzaron a difundirse en junio de 1888 y agosto de 1889. Al igual que Marius, Gaston también era un retrato imaginario que mezclaba historia y ficción. En este caso la acción se situaba en Francia en oportunidad de las guerras de religión, y a través de una carta, el autor hizo de Gaston la contrapartida de Marius (pero en otra época). De todas maneras, la novela Gaston quedó inacabada, probablemente por el retorno de Pater a la crítica.

### Apreciaciones, Platón, y el Platonismo
En 1889, Pater publicó Appreciations; with an Essay on 'Style'; esta obra, que retoma escritos sobre la literatura ya publicados en los años 1870 y 1880, fue bien acogida por la crítica. Pater allí comienza por « Style » (estilo), desarrollando la « prosa de imaginación » y el « arte particular del mundo moderno » antes que la « poesía ». Por su parte y en « Postscript », retoma un ensayo de 1876, « Romanticism », donde estudiaba la dialéctica entre romanticismo y clasicismo, hasta finalmente concluir con dos importantes párrafos, exhortando a los escritores contemporáneos a renovar el arte literario de la lengua inglesa.
Appreciations contiene además un estudio sobre la poesía de Dante Gabriel Rossetti, (antes publicado en 1883, algunos meses después de la muerte del pintor-poeta), un ensayo sobre el ensayismo y el hombre de ciencia del siglo XVII Thomas Browne, al cual Pater admira por su estilo y por sus textos consagrados a Shakespeare. Allí igualmente Pater retoma su ensayo « Coleridge's Writings » (1866) suprimiendo ciertos párrafos sobre el cristianismo que le parecen superados, y agregando en sustitución una serie de consideraciones sobre la poesía de Samuel Taylor Coleridge. Y allí también reproduce Pater su ensayo de 1874 sobre el poeta William Wordsworth.
En oportunidad de la segunda y última edición de Appreciations, en 1890, Pater allí suprime el ensayo « Aesthetic Poetry », versión revisada de su texto de 1868 sobre William Morris, sin duda para con ello prevenir toda crítica. Y en sustitución, agregó « Octave Feuillet's La Morte », resumen de la novela de Octave Feuillet, donde se examinan las creencias modernas.
En 1893 Pater, ya enfermo, junto a sus hermanas, vuelven a instalarse en Oxford, en el 64 de St Giles. E inmediatamente publica Plato and Platonism, donde retoma ideas de las conferencias hechas ante sus estudiantes, y antes ya difundidas a través de revistas. En esta obra, el autor examina la filosofía presocrática, y define claramente dos tendencias (representadas respectivamente por Heráclito y Parménides) quienes van a dialogar con Platón, presentado como un estilista y sensualista transformado en asceta. En ese escrito Pater igualmente explora la tensión u oposición entre las fuerzas centrípetas y centrífugas, según las concepciones de la antigüedad griega. La obra ya citada también presenta un sugestivo retrato de Esparta titulado « Lacedaemon » (primero publicado en 1892)
Y sellando su vuelta a Oxford, Benjamín Jowett lo elogia y le desea lo mejor en esta nueva etapa en la Universidad.

### Pater a la vuelta de losYellow Nineties
Al fin de los años 1880 y al comienzo de los llamados Yellow Nineties, Pater adoptó un ritmo sostenido de publicaciones, al mismo tiempo que sus intereses se multiplicaban. En efecto, redactó la introducción a la traducción del Purgatorio de Dante Alighieri, (1892) para su amigo Charles Lancelot Shadwell (a quien en otro tiempo le dedicó El Renacimiento. Continuó también publicando ensayos sobre el arte así como sus retratos imaginarios: « Art Notes in North Italy » (1892), « The Age of Atheltic Prizemen » (Contemporary Review, 1894), « Notre-Dame d'Amiens », « Vézelay » (respectivamente publicados en junio y julio de 1894, en Nineteenth Century de James Knowles).
Por su parte, « Emerald Uthwart » (New Review 1892) y « Apollo in Picardy » (Harper's New Monthly Magazine, noviembre de 1893) son dos retratos imaginarios que se distinguen por su "tonalidad sombría" y por su pesimismo, en cuanto a la posibilidad de realmente volver a tener un mundo pagano y un amor griego, ya que la sociedad parecía entonces cada vez más intolerante y descreída. El primero de los citados escritos, sin duda tuvo su origen en la visita que el 30 de julio de 1891 hizo Pater a la Canterbury School, y el segundo escrito seguramente tuvo su inspiración en el manifiesto decadente de Arthur Symons, « The Decadent Movement », y donde se presenta como cabeza de fila del movimiento decadente.
En abril de 1894, le adjudican a Pater un doctorado honorífico en la Universidad de Glasgow. Y el 30 de julio de 1894, el nombrado muere súbitamente de una crisis cardíaca, a la edad de 54 años. Fue enterrado en el Holywell Cemetery, en Oxford.
Pater dejó así dos hermanas, Clara (nacida en 1841 y fallecida en 1910) y Hester (fallecida en 1922). En cuanto a su hermano mayor William, nacido en 1835, ya había fallecido en 1887 trabajando en el Fareham Lunatic Asylum, aunque las relaciones entre ambos siempre parecieron frías y distantes. De todas maneras, poco se sabe de estas relaciones familiares, ya que pocos documentos personales subsisten.

## Publicaciones póstumas
En el momento de su fallecimiento, Pater trabajaba en una conferencia sobre Blaise Pascal y en otra sobre Peter Paul Rubens. Según Edmund Gosse, en los últimos años de su vida Pater orientó sus concepciones filosófico-teóricas hacia un escepticismo más moderado, y a partir de 1894 más asiduamente frecuentó a Frederick William Bussell, capellán de Brasenose.
En 1895, su amigo Charles Lancelot Shadwell, Fellow del Oriel College, recopiló sus textos sobre Grecia en la obra Greek Studies. A los ensayos sobre el arte, la mitología, la literatura, y la religión, allí se agrega un retrato imaginario, « Hippolytus Veiled » (Macmillan's Magazine, 1889). Y también en 1895, Shadwell reunió y difundió varios retratos imaginarios y varios ensayos de Pater en Miscellaneous Studies; esta obra incluía los retratos imaginarios de « The Child in the House », « Emerald Uthwart », y « Apollo in Picardy », un retrato literario tanto de Prosper Mérimée como de Rafael Sanzio, y también un estudio sobre Blaise Pascal.
Por su parte, otros dos textos « Notre-Dame d'Amiens » y « Vézelay », fueron consagrados a la arquitectura religiosa francesa que Pater pudo apreciar de cerca durante sus estadías en Francia. Shadwell publicó igualmente el primer texto de su amigo Pater, « Diaphaneitè » (1864), probablemente como un elogio a su belleza y estilo, y el que reflejaba una conferencia pronunciada ante una asociación estudiantil en Oxford, la Old Mortality Society, de la cual el propio Pater fue miembro desde 1863 (allí este pensador inglés imaginaba un sujeto ideal y transparente, a través del cual el cambio histórico que se producía cobraba significación y trascendencia). También en la Old Mortality Society, Pater igualmente habría pronunciado otra conferencia, « Subjective Immortality », cuyo contenido no se conserva, y la que en su época habría suscitado muchas reacciones negativas debido al radicalismo allí manifiesto.
Finalmente y en 1896, Shadwell publicó la segunda novela inacabada de Pater, Gaston de Latour. Además, otras dos recopilaciones, Essays from The Guardian y Uncollected Essays (también con el título Sketches and Reviews) fueron publicadas en forma privada en 1896 y 1903.
Otra edición, The Collected Edition of Pater's Works, fue publicada en 1901 por Macmillan, que entre 1873 y 1894 fue el editor de cinco obras de Pater, y que luego de la muerte del escritor publicó otras tres en forma póstuma. La citada obra The Collected Edition of Pater's Works fue luego reeditada varias veces.

## Su herencia teórico-filosófica
Indudablemente Pater ejerció una influencia considerable y significativa sobre el "Esteticismo", a través de su escrito El Renacimiento, que a la vez es un sutil texto teórico y la propia síntesis del movimiento. Oscar Wilde seguirá y profundizará estas reflexiones, en oportunidad de la llamada "segunda fase" del movimiento, y donde el mismo se populariza, además rindiendo un homenaje sincero y merecido a Pater, a veces en forma de parodia, como por ejemplo en Intentions (1891) y en The Picture of Dorian Gray (1890-1891). La generación decadente de William Butler Yeats, Lionel Johnson, Herbert Horne, Richard Le Gallienne, hacen de Walter Pater su mascarilla de proa, sabiendo apreciar y respetar su apología sutil del homoerotismo, así como su discreto rechazo o reparo respecto del matrimonio, de la pareja, y de las identidades cuajadas (o inmutables, o paralizadas, o invariantes, o prototípicas). En efecto, sin duda Pater propone una profunda y sutil "masculinidad alternativa".
Pater obviamente influenció a historiadores y críticos de arte, como por ejemplo Bernard Berenson, Roger Fry, Kenneth Clark, y Richard Wollheim. Y en el campo literario, también influenció significativamente a algunos modernistas, como por ejemplo a Marcel Proust, James Joyce, William Butler Yeats, Ezra Pound, y Wallace Stevens (quienes sin duda admiraron su forma de escribir y sus enfoques). Y con total convencimiento, las ideas de Pater también influyeron perceptiblemente en las novelas de principios del siglo XX, allí poniendo de relieve el valor del monólogo interior y el de la conciencia reflexiva, tal como puede observarse por ejemplo en Vies imaginaires (1896) del escritor Marcel Schwob. El acento que Pater imprime, en lo que concierne a la subjetividad, y también a la autonomía del espectador o lector, sin duda podríamos calificarlos como de revolucionarios. Y por cierto, otra de las ideas directrices del esteticismo y de Pater, es la infatigable búsqueda de lo bello. Y todo esto, integrado en un todo, preparó los enfoques modernos sobre la crítica literaria.

## Ideas principales
Pater claramente definió su estética en el « Prefacio » de El Renacimiento (1873), y continuó profundizando y refinando la misma en textos ulteriores. En el « Prefacio », concretamente, defiende una aproximación subjetiva y relativista de la vida y del arte, al mismo tiempo que se aleja y plantea sus reservas respecto del desinterés predicado por Matthew Arnold : « The first step towards seeing one's object as it really is, is to know one's own impression, to discriminate it, to realise it distinctly. What is this song or picture, this engaging personality in life or in a book, to me? » (The Renaissance, p. xxix) « Es examinando las impresiones específicas suscitadas por cada obra, que el individuo toma conciencia de lo que es, y por tanto también de lo que puede apreciar en relación al arte y a una vida más intensa y plena». La « Conclusion » dibuja el retrato del hombre como sujeto de experiencias permanentes, lo que le asegura su ser y su estar en el mundo.
Los retratos literarios de Pater, y también sus retratos imaginarios, son sutiles estudios psicológicos impregnados de sensibilidad, orientados mucho más a comprender las relaciones singulares en el entorno y en el día a día, que a lograr obras de erudicción.
Pater sin duda apreciaba a Charles Augustin Sainte-Beuve, pero no es tan escrupuloso con la verdad histórica; la verdad necesaria para él es especialmente de orden psicológico.
Pater por muchos es admirado por su estilo, por su complejidad y refinamiento lexical, y por el ritmo de sus frases a veces bastante largas. Algunos de sus amigos y allegados han señalado las preocupaciones y el nerviosismo de Pater cuando escribía. Según Edmund Gosse, poeta y en la época también crítico literario, Pater escribía ideas sobre pequeños cuadrados de papel, que luego juntaba y ordenaba, para más tarde retomar y reescribir buena parte del mismo.
Si bien Gustave Flaubert había señalado y exigido que el escritor buscara la « palabra justa », Walter Pater iba a más, pues tenía una visión orgánica del texto, y trabajaba el mismo refinando y mejorando cada uno de sus constituyentes, y circulando de la palabra al texto pero pasando por la frase y por el párrafo.
Por su riqueza, su agudeza, y su ritmo, su estilo se mezcla y une con su filosofía centrada sobre el goce sufrido y analizado del instante.

## Ediciones de Walter Pater
- Appreciations : With an Essay on 'Style', Londres, Macmillan, 1931(1910).
- Essays from 'The Guardian', Londres, Macmillan, 1931(1910).
- Gaston de Latour : An Unfinished Romance, Londres, Macmillan, 1931(1910).
- Greek Studies, Londres, Macmillan, 1931(1910).
- Imaginary Portraits, Londres, Macmillan, 1931(1910).
- Marius the Epicurean: His Sensations and Ideas, Londres, Macmillan, 1931(1910), 2 vols.
- Miscellaneous Studies: A Series of Essays, Londres, Macmillan, 1931(1910).
- Plato and Platonism, Londres, Macmillan, 1931(1910).
- Sketches and Reviews by Walter Pater, ed. Albert Mordell, New York, Boni and Liveright, 1919.
- Jennifer Uglow, ed. Walter Pater: Essays on Literature and Art (Everyman Library, Dent, Londres, 1973).
- Matthew Beaumont, ed., Studies in the History of the Renaissance (Oxford World's Classics, OUP, 2010; ISBN 0-19-953507-8 / 0-19-953507-8) Primera reedición anotada del texto de 1873.
- Donald L. Hill, ed., Walter Pater: The Renaissance – Studies in Art and Poetry; the 1893 text (University of California Press, 1980). Edición anotada de la edición de 1893 de la obra titulada El Renacimiento.
- Michael Levey, ed., Walter Pater: Marius the Epicurean (Harmondsworth, Penguin, 1985).
- Eugene J. Brzenk, ed., Imaginary Portraits by Walter Pater: a New Collection (Harper, N.Y., 1964), contiene 'An English Poet', que fue publicado por el ejecutor testamentario de las hermanas de Walter Pater, May Ottley, en la Fortnightly Review, en 1931.
- Gerald Monsman, ed., Gaston de Latour: The Revised Text (ELT Press / University of North Carolina, Greensboro, 1995), edición que incluye manuscritos inacabados.
- Lawrence Evans, ed., The Letters of Walter Pater (Clarendon Press, Oxford, 1970; ISBN 0-19-953507-8).
- Samuel Wright, A Bibliography of the Writings of Walter H. Pater, New York, Garland, 1975.

## Traducciones al francés
- Robert André, « L’École de Giorgione», Nouvelle Revue Française, n°11 (1963), p. 1156-62. (traducción parcial desde « The School of Giorgione »).
- Hélène Bokanowski, Walter Pater: La Renaissance et l’esprit de la modernité, París, Corti, 1992 (traducción de la « Préface » y de la « Conclusion »).
- Emmanuel Coppinger, Marius l’Épicurien. Roman philosphique. Traducido por E. Coppinger, archivista-paleontólogo, París, Perrin, 1922.
- Bénédicte Coste, Walter Pater. Textes esthétiques, Nîmes, Théétète, 2003.
- Bénédicte Coste, Walter Pater. Essais sur l'art et la mythologie grecs, París, Houdiard, 2010.
- Anne Henry, Essais sur l’art et la Renaissance, París, Klincksieck, 1985. (resúmenes de diversos textos).
- Samuel Jankélévitch, Platon et le platonisme, París, Payot, 1923.
- Georges Khnopff, Portraits imaginaires, París, Mercure de France, 1899.
- Pierre Leyris, L’Enfant dans la maison, París, Corti, 1992. (« The Child in the House», « Emerald Uthwart», « Hippolytus Veiled», y « Apollo in Picardy»).
- Christian Molinier, Qu’est-ce que le style?, Montpellier, L’Anabase, 1993.
- Philippe Néel, Portraits imaginaires. Traducción de Philippe Néel con una introducción de Mario Praz, París, Bourgois, 1985 (primera edición en 1931).
- Jean-Baptiste Picy, Walter Pater. Platon et le platonisme: Conférences de 1983, Introduction, traduction et notes de J. B. Picy, París, Vrin, 1998.
- F. Roger-Cornaz, La Renaissance, París, Payot, 1917 (traducción no del todo fiable en la edición de 1893).
- Guillaume de Villeneuve, Walter Pater. Marius l’Épicurien, París, Bourgois, 1992.

## Biografías
- A. C. Benson, Walter Pater, London, Macmillan, English Men of Letters, 1926 (1906).
- Denis Donoghue, Walter Pater: Lover of Strange Souls; New York, Knopf, 1995.
- Edmund Gosse, 'Walter Pater: A Portrait', (septiembre 1894), reed. Critical Kit-Kats (1896).
- Ferris Greenslet, Walter Pater, Londres, Heinemann, 1904.
- Michael Levey, The Case of Walter Pater : a Biography, Londres, Thames & Hudson, 1978.
- Robert Seiler, Walter Pater. A Life Remembered, Calgary, University of Calgary Press, 1987.
- Thomas Wright, The Life of Walter Pater, New York, G.P. Putnam and Sons, 1907 (2 vols).